# Objawy negatywne
Objawy negatywne (deficytowe) – objawy związane z ograniczeniem różnych czynności psychicznych. Narastają wraz z czasem trwania zaburzeń. Ich występowanie koreluje z aktywnością objawów osiowych schizofrenii (autyzm, zobojętnienie uczuciowe, rozszczepienie osobowości). Typowe dla przewlekających się zaburzeń schizofrenicznych: 
- alogia,
- abulia,
- apatia,
- anhedonia,
- awolicja,
- aspołeczność,
- aspontaniczność,
- ograniczenia intencjonalności,
- spłycenie, stępienie, sztywność, bladość emocji.

## Objawy negatywne wedługPANSS
- stępienie afektywne
- wycofanie emocjonalne
- zubożenie kontaktu
- apatia
- zaburzenia myślenia abstrakcyjnego
- brak spontaniczności i płynności konwersacji
- stereotypia myślenia

PANSS (ang. Positive and Negative Syndrome Scale) to skala medyczna stosowana do pomiaru nasilenia objawów u pacjentów chorych na schizofrenię. Została opublikowana w 1987 roku przez Stanleya Kaya, Lewisa Oplera i Abrahama Fiszbeina. Jest szeroko stosowana w badaniach nad terapią przeciwpsychotyczną. Skala stanowi „złoty standard” oceny efektów terapii psychofarmakologicznych.